# Parafia Najświętszej Maryi Panny Królowej Polski w Michałowicach
Parafia Najświętszej Maryi Panny Królowej Polski w Michałowicach – rzymskokatolicka parafia należąca do dekanatu Kraków-Prądnik archidiecezji Krakowskiej.

## Historia
Mieszkańcy Michałowic należeli do parafii w Więcławicach. Od listopada 1940 roku msze w budynku remizy strażackiej zaczął odprawiać wikariusz parafii Więcławice ks. Andrzej Bajer. W latach 1943–1945 mieszkał w Michałowicach wysiedlony z Poznania ks. dr Władysław Spikowski. Po jego wyjeździe od lutego 1945 msza w kaplicy była odprawiana tylko raz w miesiącu, po przywiezieniu kapłana z Więcławic. 
W maju 1946 roku podczas zebrania gromadzkiego zawiązano tymczasowy komitet budowy kościoła i uchwalono wysłanie delegacji do kurii krakowskiej z prośbą o wyznaczenie administratora parafii. Pod budowę kościoła przeznaczono 4 hektarową działkę wyznaczona podczas przedwojennej komasacji gruntów (każdy z rolników przekazał na ten cel kilka metrów kwadratowych swojego gruntu). 
18 stycznia 1948 roku w Michałowicach zamieszkał wikariusz z Więcławic ks. Marian Pałęga, a 1 czerwca 1949 roku kuria wydała akt erekcyjny nowej parafii. 
Plebanię zbudowano w latach 1948–1949. Do parafii należeli wierni z: Michałowic, Zerwanej, części Wilczkowic i Firlejowa. 
W latach 1957–1962 zbudowano nowy kościół, który został poświęcony przez Karola Wojtyłę 8 września 1963 roku. 11 czerwca 1995 konsekracji kościoła dokonuje Franciszek Macharski. 

## Cmentarz
18 lipca 1918 roku gromada Michałowice przekazała jako darowiznę prawie pół hektarową działkę pod cmentarz parafialny. Nowy cmentarz został poświęcony 24 października 1948 roku. 

## Proboszczowie
- ks. Marian Pałęga (1949–1976)[2]
- ks. Alojzy Strączek (1976–1982)[2]
- ks. Kazimierz Tulik (1982–1994)[2]
- ks. Władysław Dyrcz (1994– 2016)[2][3]
- ks. Wiesław Kiebuła (2016 – )[3]